# Alla helgons blodiga natt – 20 år senare
Alla helgons blodiga natt – 20 år senare (originaltitel: Halloween H20) är en amerikansk skräckfilm/slasher från 1998.

## Handling
20 år har gått sedan Laurie Strode attackerades och flera av hennes vänner mördades av hennes bror Michael Myers. Nu lever hon under ny identitet och är rektor på en privatskola. Saker och ting vänds upp och ner när allhelgonahelgen kommer och de visar sig att Michael Myers har återvänt igen.

## Om filmen
Halloween H20 är regisserad av Steve Miner. Det är den sjunde filmen i serien om seriemördaren Michael Myers.

## Rollista (urval)
- Chris Durand — Michael Myers
- Jamie Lee Curtis — Laurie Strode/Keri Tate
- Josh Hartnett — John Tate
- Michelle Williams — Molly Cartwell
- LL Cool J — Ronald 'Ronny' Jones
- Jodi Lyn O'Keefe — Sarah Wainthrope
- Adam Hann-Byrd — Charles 'Charlie' Deveraux
- Joseph Gordon-Levitt — Jimmy Howell
- Adam Arkin — Will Brennan
- Janet Leigh — Norma Watson